# Contraposição
Em lógica, contraposição é uma lei, que diz que, para toda sentença condicional, há uma equivalência lógica entre a mesma e sua contrapositiva. Na contrapositiva de uma sentença, o antecedente e o consequente são invertidos e negados: a contrapositiva de {\displaystyle P\rightarrow Q} é, portanto, {\displaystyle \neg Q\rightarrow \neg P}. Por exemplo, a proposição "Todos os morcegos são mamíferos" pode ser reescrita em sua forma condicional "Se algo é morcego, então é mamífero". Por fim, a lei diz que a sentença é idêntica à sua contrapositiva "Se algo não é mamífero, então não é morcego."
A contrapositiva pode ser comparada com outras três relações entre sentenças condicionais:
- Inversão (a inversa): {\displaystyle \neg P\rightarrow \neg Q}.

"Se algo não é morcego, então não é mamífero." Diferentemente da contrapositiva, o valor-verdade da inversa não depende de todo do valor-verdade da sentença original. A inversa, aqui, claramente não é verdadeira.
- Reciprocidade (a recíproca): {\displaystyle Q\rightarrow P}.

"Se algo é mamífero, então é morcego." A recíproca é, na verdade, a contrapositiva da inversa, logo, sempre possui o mesmo valor-verdade da inversa, logo, não é necessariamente o mesmo da proposição original.
- Negação: {\displaystyle \neg (P\rightarrow Q)}.

"Existe um morcego que não é mamífero. " Se a negação é verdadeira, a proposição original (e, consequentemente, a contrapositiva) é falsa. No exemplo mostrado, a negação é claramente falsa.
Note que se {\displaystyle P\rightarrow Q} é verdadeiro e nos é informado que Q é falsa, {\displaystyle \neg Q}, pode ser logicamente inferido que P deve ser falso, {\displaystyle \neg P}. Isso é, normalmente, chamado de lei da contrapositiva, ou de regra de inferência modus tollens.

## Explicação intuitiva

Considere o diagrama de Venn à direita. Está claro que, se algo está em A, também deve estar em B. Podemos reescrever "Todo A está em B" como
{\displaystyle A\to B}
Também é claro que qualquer coisa que não está em B, também não pode estar em A. Essa sentença,
{\displaystyle \neg B\to \neg A}
é a contrapositiva. Assim, podemos dizer que
{\displaystyle (A\to B)\to (\neg B\to \neg A)}
Na prática, isso pode facilitar bastante ao se tentar provar algo. Por exemplo, se queremos provar que toda garota nos Estados Unidos (A) é loira (B), nós podemos tanto tentar provar {\displaystyle (A\to B)}, checando cada uma das garotas dos Estados Unidos para conferir se todas são loiras. Ou, de modo alternativo, podemos tentar provar {\displaystyle (\neg B\to \neg A)}, checando todas as garotas que não são loiras para conferir se todas estão fora dos EUA. Isso significa que se nós encontrarmos pelo menos uma garota não-loira nos Estados Unidos, nós teremos refutado {\displaystyle (\neg B\to \neg A)}, que é equivalente a {\displaystyle (A\to B)}.
Em síntese, para qualquer sentença em que A implica B, então não B sempre implica não A. Provar ou refutar qualquer uma das duas sentenças automaticamente prova ou refuta a outra. Elas são completamente equivalentes.

## Definição formal
A proposição Q é implicada pela proposição P quando a seguinte relação é verdadeira:
{\displaystyle (P\to Q)}
Em termos coloquiais, isso significa que, "se P, então Q", ou, "se Sócrates é homem, então Socrates é humano." Numa condicional como essa, P é o antecedente, e Q é o consequente. Uma sentença é a contrapositiva de outra somente quando seu antecedente é a negação do consequente da outra, e vice-versa. A contrapositiva do exemplo é
{\displaystyle (\neg Q\to \neg P)}.
Isto é, "Se não-Q, então não-P", ou, mais precisamente "Se Q não é o caso, então P não é o caso." Usando nosso exemplo, "Se Sócrates não é humano, então Sócrates não é homem." Essa sentença é dita contraposta em relação à original e as duas são logicamente equivalentes. Devido à equivalência lógica, afirmar uma automaticamente afirma a outra: quando uma é verdadeira, a outra também é. O mesmo segue para a falsidade.
Rigorosamente, a contraposição só pode existir em dois condicionais simples. Contudo, uma contraposição também pode existir em dois condicionais complexos, se os mesmos forem semelhantes. Assim, {\displaystyle \forall {x}(P{x}\to Q{x})}, ou "Todos Ps são Qs," tem como contrapositiva {\displaystyle \forall {x}(\neg Q{x}\to \neg P{x})}, ou "Todo não-Q é não-P."

## Prova simples utilizando a definição de condicional
Na lógica de primeira ordem, uma sentença condicional é definida como:
{\displaystyle A\to B\iff \neg A\lor B}
Nós temos:
{\displaystyle \neg A\lor B\iff \neg A\lor (\neg \neg B)}
{\displaystyle \iff \neg (\neg B)\lor \neg A}
{\displaystyle \iff \neg B\to \neg A}

## Prova simples por contradição
Seja:
{\displaystyle (A\to B)\land \neg B}
É dado que, se A é verdade, então B é verdade, e também é dado que B é falso. Nós podemos, então, mostrar que A não deve ser verdade, por contradição. Por exemplo, se A fosse verdadeiro, então B também teria que ser verdade (dado). Contudo, nos é dado que B não é verdadeiro, então nós temos uma contradição. Logo, A não é verdade (supondo que nós estamos lidando com afirmações concretas que só podem ser verdadeiras ou falsas (lei do terceiro excluído)):
{\displaystyle (A\to B)\to (\neg B\to \neg A)}
Podemos aplicar o mesmo processo no sentido contrário:
{\displaystyle (\neg B\to \neg A)\land A}
Nós também sabemos que B ou é verdadeiro ou falso. Se B é falso, então A também é. Contudo, é dado que A é verdade. Então, a suposição de que B é falso nos leva a uma contradição, logo, deve ser falsa. Assim, B deve ser verdadeiro:
{\displaystyle (\neg B\to \neg A)\to (A\to B)}
Combinando os dois argumentos, chegamos à equivalência:
{\displaystyle (A\to B)\iff (\neg B\to \neg A)}

## Prova mais rigorosa da equivalência de contrapositivos
Equivalência lógica entre duas proposições significa que ambas são simultaneamente verdadeiras ou simultaneamente falsas. Para provar que uma sentença e sua contrapositiva são logicamente equivalentes, precisamos entender quando uma implicação é verdadeira ou falsa.
{\displaystyle (P\to Q)}
Esta sentença só é falsa quando P é verdadeiro e Q é falso. Assim, podemos reduzir essa proposição à sentença "Falso quando P e não-Q" (isto é, "Verdadeiro quando P não é o caso e não-Q"):
{\displaystyle \neg (P\land \neg Q)}
Os elementos de uma conjunção lógica podem ser invertidos sem alterar o sentido da sentença (por comutatividade):
{\displaystyle \neg (\neg Q\land P)}
Nós definimos {\displaystyle R} como igual a "{\displaystyle \neg Q}", e {\displaystyle S} como igual a {\displaystyle \neg P} (disso, {\displaystyle \neg S} é igual a  {\displaystyle \neg \neg P}, que é igual a apenas {\displaystyle P}):
{\displaystyle \neg (R\land \neg S)}
Esta sentença se lê como "Não é verdade que (R é verdade e S é falso)", que é a definição de um condicional. Nós podemos, então, realizar a seguinte substituição:
{\displaystyle (R\to S)}
Quando nós trocamos nossas definições de R e S, nós chegamos em:
{\displaystyle (\neg Q\to \neg P)}

## Comparações
| nome           | forma                | descrição                                            |
| -------------- | -------------------- | ---------------------------------------------------- |
| implicação     | se P então Q         | primeira proposição implica na veracidade da segunda |
| inversa        | se não-P então não-Q | negação de ambas as proposições                      |
| recíproca      | se Q então P         | inverte a ordem das proposições                      |
| contrapositiva | se não-Q então não-P | inverte a ordem e nega as proposições                |
| negação        | P e não-Q            | contradiz a implicação                               |

### Exemplos
Considere a sentença "Todo objeto vermelho tem cor.". Ela pode ser expressa, de forma equivalente, como "Se um objeto é vermelho, então o mesmo tem cor."
- A contrapositiva é "Se um objeto não tem cor, então o mesmo não é vermelho". Isso segue logicamente de nossa sentença inicial e, assim como a original, é, evidentemente, verdadeira.
- A inversa é "Se um objeto não é vermelho, então o mesmo não tem cor.". Novamente, um objeto que é azul não é vermelho, e ainda assim tem cor. Logo, nesse caso, a inversão torna a sentença falsa.
- A recíproca é "Se um objeto tem cor, então é vermelho." Objetos podem ter outras cores, obviamente, logo, a recíproca de nossa afirmação é falsa.
- A negação é "Existe algum objeto vermelho que não tem propriedade de cor". Se isso fosse verdade, então tanto a recíproca como a inversa deveriam ser verdadeiras exactamente neste caso em que vermelho não é uma cor. Contudo, em nosso mundo essa afirmação é completamente falsa.

Em outras palavras, a contrapositiva é logicamente equivalente a um dado condicional, apesar de não ser válida para bicondicionais ("Se e somente se").
Similarmente, considere a sentença "Todo quadrilátero tem quatro lados, " ou, expressada de forma equivalente, "Se um polígono é um quadrilátero, então o mesmo tem 4 lados."
- A contrapositiva é "Se um polígono não tem 4 lados, então não é um quadrilátero." Como diz a lei, a contrapositiva compartilha o valor-verdade da condicional original.
- A inversa é "Se um polígono não é um quadrilátero, então o mesmo não tem 4 lados." Nesse caso, diferentemente do último exemplo, a inversa é verdadeira.
- A recíproca é "Se um polígono tem 4 lados, então o mesmo é um quadrilátero." Novamente, neste caso, diferentemente do exemplo anterior, a recíproca é verdadeira.
- A negação é "Existe pelo menos um quadrilátero que não tem 4 lados." Essa sentença é, obviamente, falsa.

Como a sentença e sua recíproca são ambas verdadeiras, essa afirmação é chamada de bicondicional, e pode ser expressa como "Um polígono é um quadrilátero se e somente se tiver quatro lados." (A frase se e somente se pode ser abreviada como sse.) Isto é, ter quatro lados é necessário para ser um quadrilátero e também suficiente para que um polígono seja quadrilátero.

### Veracidade
- Se uma sentença é verdadeira, então sua contrapositiva é verdadeira (e vice-versa).
- Se uma sentença é falsa, então sua contrapositiva é falsa (e vice-versa).
- Se a inversa de uma sentença é verdadeira, então sua recíproca é verdadeira (e vice-versa).
- Se a inversa de uma sentença é falsa, então sua recíproca é falsa (e vice-versa).
- Se a negação de uma sentença é falsa, então a sentença é verdadeira (e vice-versa).
- Se uma sentença (ou sua contrapositiva) e a inversa (ou sua recíproca) são ambas verdadeiras ou ambas falsas, a mesma pode ser chamada de bicondicional.

## Aplicação
Como a contrapositiva de uma sentença sempre tem o mesmo valor-verdade (verdadeiro ou falso) que a sentença, a mesma pode ser uma ferramenta bastante útil para provar teoremas matemáticas. Uma prova por contraposição(contrapositiva), é uma prova direta da contrapositiva de uma declaração. Entretanto, os métodos indiretos, como prova por contradição também pode ser utilizado com contraposição, como, por exemplo, na prova da irracionalidade da raiz quadrada de 2. Pela definição de um número racional, podemos afirmar que "Se {\displaystyle {\sqrt {2}}} for racional, então o mesmo pode ser expresso através de uma fração irredutível". Essa sentença é verdadeira, pois é uma forma de reescrever a definição (verdadeira). A contrapositiva desta sentença é "Se {\displaystyle {\sqrt {2}}} não pode ser expresso através de uma fração irreedutível, então não é racional". Essa contrapositiva, bem como a sentença original, também é verdadeira. Assim, pode ser provado que {\displaystyle {\sqrt {2}}} não pode ser expresso como uma fração irredutível, então, deve ser verdade que {\displaystyle {\sqrt {2}}} não é um número racional. Este último pode ser provado por contradição.
O exemplo anterior empregou a contrapositiva de uma definição para provar um teorema. Pode-se também provar um teorema provando a contrapositiva da declaração do teorema. Para provar que, se um número inteiro positivo N é um número não quadrado, a sua raiz quadrada é irracional, que pode equivalentemente provar a sua contra positiva, que, se um número inteiro positivo N tem uma raiz quadrada que é racional, então N representa um número quadrado. Isto pode ser demonstrado através da criação √N igual à expressão racional a/b com a e b sendo inteiros positivos com nenhum fator primo comum, e em quadratura para se obter a N = a2/b2 e notar que uma vez que N é um número inteiro positivo b=1 de modo que N = a2, um número quadrado.